# Щепоткіна Валентина Володимирівна
Щепоткіна Валентина Володимирівна (нар. 10 травня 1958,) — українська суддя у відставці, ексзаступниця голови Касаційного кримінального суду у складі Верховного Суду, екссекретар Другої судової палати цього суду.

## Кар'єра
1981–1987 — працювала в органах прокуратури Черкаської області.
1987–1988 — народний суддя Придніпровського районного народного суду м. Черкаси.
1988–2011 — суддя, заступниця голови судової палати у кримінальних справах Черкаського обласного суду (згодом – Апеляційний суд Черкаської області, нині – Черкаський апеляційний суд).
2011–2014 — суддя Вищого спеціалізованого суду України з розгляду цивільних і кримінальних справ, 2014–2017 — секретар судової палати у кримінальних справах Вищого спеціалізованого суду України з розгляду цивільних і кримінальних справ.
Указом Президента України від 10 листопада 2017 р. № 357/2017 призначена суддею Верховного Суду у Касаційному кримінальному суді.
8 грудня 2017 року обрана секретарем Другої судової палати, заступницею голови Касаційного кримінального суду у складі Верховного Суду., 26 листопада 2021 року повторно обрана на ці посади.
27 квітня 2023 року Вища рада правосуддя у зв'язку з поданням заяви про відставку звільнила суддю Касаційного кримінального суду у складі Верховного Суду Валентину Щепоткіну.
Кандидат юридичних наук (2015 рік).
Член Комісії з питань правової реформи (з 7 серпня 2019 року).
Лекторка Національної школи суддів України. 
Член ВГО «Асоціація суддів України». 

## Особисте
Одружена, має дочку.